# 皮埃爾阿瓦山
46°7′5.2″N 7°12′0.5″E / 46.118111°N 7.200139°E

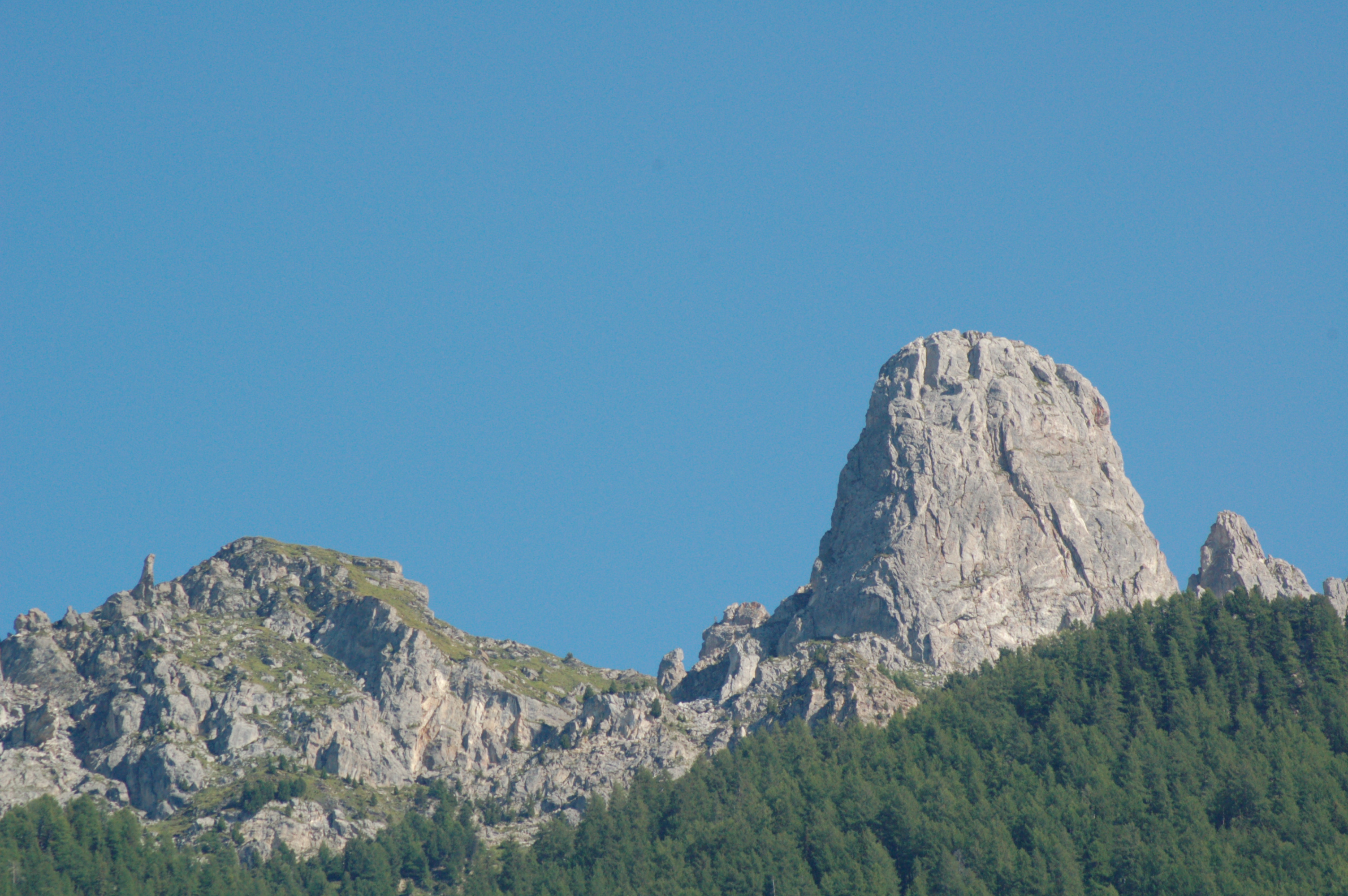

皮埃爾阿瓦山（Pierre Avoi），是瑞士的山峰，位於該國西南部，由瓦萊州負責管轄，屬於本寧阿爾卑斯山脈的一部分，海拔高度2,473米，每年平均降雨量1,395毫米。